# Craig Dawson
Craig Dawson (Rochdale, 1990. május 6. –) angol korosztályos válogatott labdarúgó, a Wolverhampton Wanderers játékosa.

## Statisztika
| Válogatott | Szezon   | Mérkőzés | Gól |
| ---------- | -------- | -------- | --- |
| Anglia U21 | 2011     | 6        | 4   |
| Anglia U21 | 2012     | 4        | 1   |
| Anglia U21 | 2013     | 5        | 1   |
| Összesen   | Összesen | 15       | 6   |

## Sikerei, díjai
- West Ham United
  - UEFA Konferencia Liga: 2022–23[3]